# グレプ・フセヴォロドヴィチ
グレプ・フセヴォロドヴィチ（ロシア語: Глеб Всеволодович、? - 1170年）は歴代グロドノ公のうちの一人である。在位：1166年以降 - 1170年。なお、イパーチー年代記にはグレプをペレヤスラヴリ公とした箇所があるが、これは誤記とみられている。
グレプは、初代グロドノ公フセヴォロドと妻アガフィヤとの間にうまれた三人の男子のうちの次男である。1144年、兄ボリスと共に、キエフ大公フセヴォロドによるガーリチ公ウラジーミルに対する遠征に参加した。おそらく、この時にはすでに何処かに分領地をもっていたと考えられる。厳密な年代は不明であるが、1166年には、兄ボリスの死後のグロドノ公位を継承していた。
1168年、キエフ大公ロスチスラフの招集に応じ、ポロヴェツ族の襲撃から商人を守るためにカネフに向かった。また、ロスチスラフの死後、グレプと弟ムスチスラフ(ru)は、キエフ大公位に就いたムスチスラフから支援要請を受けている。
1170年にはグレプの名は年代記に記されなくなり、代わりに弟のムスチスラフがグロドノ公として記されるようになる。グレプの死は1170年ごろとみられている。